# Operace Chisul

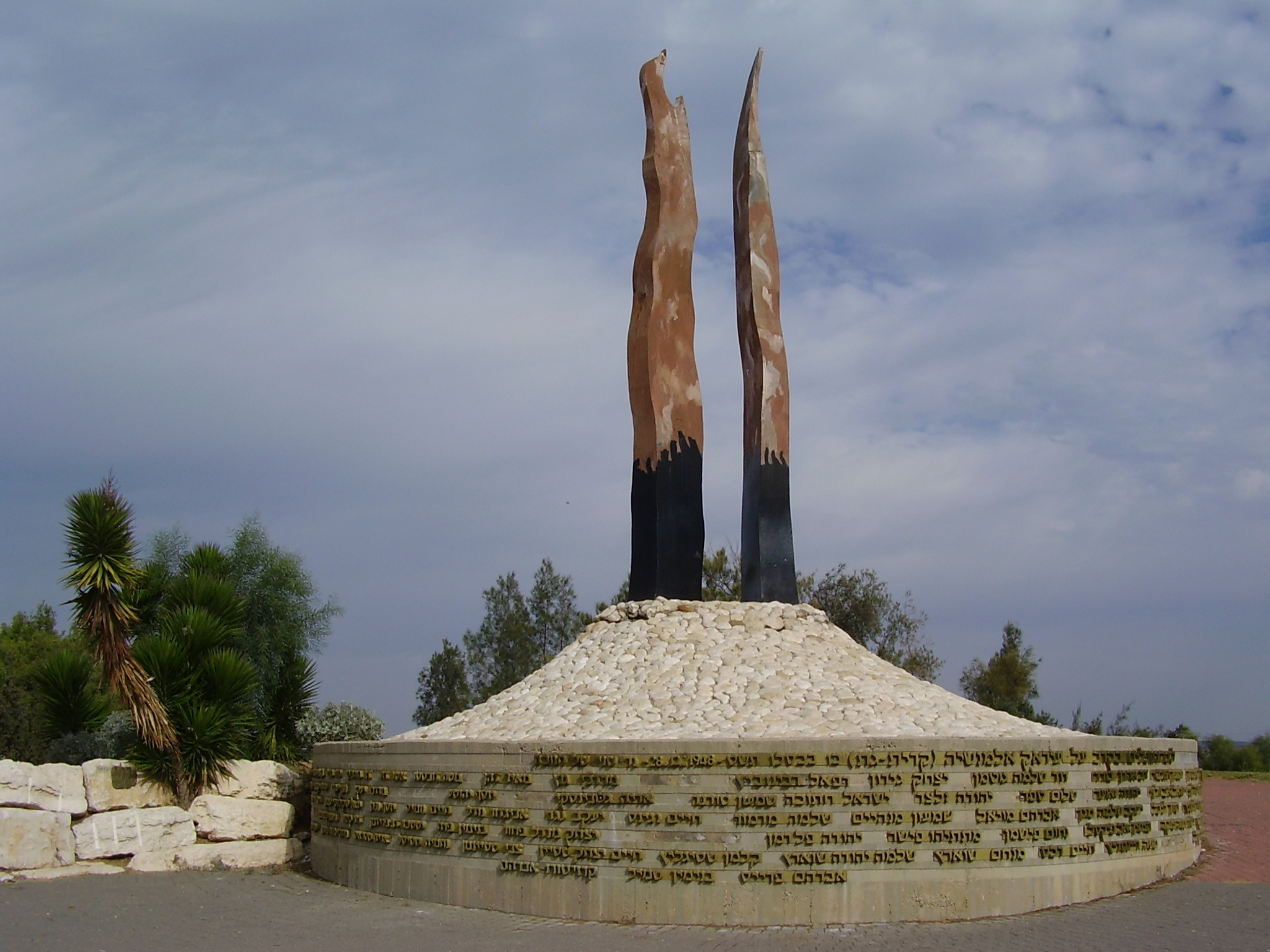
Pomník padlým izraelským vojákům z Operace Chisul ve městě Kirjat Gat

Operace Chisul (hebrejsky: מבצע חיסול, Mivca Chisul, doslova Operace Zničení) byla vojenská akce izraelské armády, provedená v prosinci 1948 během první arabsko-izraelské války, po vzniku státu Izrael. Šlo o součást širší izraelské ofenzívy (Operace Chorev). Operace Chisul byla vedená proti pozicím egyptské armády v oblasti okolo města al-Faludža. Skončila izraelským neúspěchem.

## Dobové souvislosti
Během října a listopadu 1948 Izraelci mimořádně zlepšili svou vojenskou situaci na jihu země. Zejména Operace Jo'av a na ni napojené menší operace dokázaly zlikvidovat egyptský koridor oddělující Negevskou poušť od centra státu a Operace Lot přinesla izraelský zábor břehu Mrtvého moře. V okolí obce al-Faludža (dnes zde stojí město Kirjat Gat) ale nadále zůstávala egyptská enkláva. Izrael se snažil tato egyptská předpolí zlikvidovat.

## Průběh operace
V prosinci 1948 spustil Izrael Operaci Chorev, která poměrně úspěšně postupovala při vytlačování Egypťanů z Negevu směrem do vlastního Egypta. Na opačném konci Negevu, na severu, ale zůstávala enkláva al-Faludža s cca 5000 egyptskými vojáky v dobře opevněných pozicích. Brigáda Alexandroni proto v noci z 27. na 28. prosince 1948 provedla útok na Faludžu nazvaný Operace Chisul. Akce byla provázena na izraelské straně četnými zmatky, špatnou komunikací a koordinací, útok ztratil dynamiku a některé izraelské jednotky byly obklíčeny. Došlo na boj muže proti muži. Prohra si vyžádala na izraelské straně 88 obětí na životech a vítězství bylo psychologickou podporou pro obležené Egypťany. Šlo o poslední izraelský pokus o eliminaci egyptských sil u Faludžy. Tato enkláva pak byla vyklizena až v rámci dohod o příměří roku 1949.